# 모리시타 료야
모리시타 료야(일본어: 森下 龍矢, 1997년 4월 11일 ~ )는 일본의 축구 선수이다.

## 구단 경력
그는 2020년 J1리그의 사간 도스에 입단했다. 2021년 나고야 그램퍼스로 이적했다. 2023년까지 87경기에 출전하여, 5득점을 넣었다. 2024년 레기아 바르샤바로 이적했다.

## 국가대표팀 경력
그는 2023년 6월 15일 엘살바도르과의 경기에서 일본 국가대표팀에 데뷔했다.

## 통계
| 일본 | 일본 | 일본 |
| 연도 | 출전 | 득점 |
| ---- | ---- | ---- |
| 2023 | 1    | 0    |
| 2024 | 1    | 0    |
| 통산 | 2    | 0    |